# Leroy
Leroy je priimek več oseb:
- Adrian Le Roy, francoski glasbenik
- Catherine Leroy, francoska vojna fotoporočevalka
- Edouard Le Roy (1870—1954), francoski filozof
- Jean-François Leroy (1729—1791), francoski arhitekt
- Jim LeRoy (1961—2007), ameriški akrobatski pilot
- Xavier Leroy, francoski računalničar